# Jaber Al-Ahmad Al-Sabah
Sheikh Jaber al-Ahmad al-Sabah, (sinh 29 tháng 6 năm 1926 - mất 15 tháng 1, năm 2006) (tiếng Ả Rập: الشيخ ابر الأحمد الابر الصباح) là Emir của Kuwait và chỉ huy quân đội quốc gia, phục vụ từ ngày 31 tháng 12 năm 1977 cho đến khi ông qua đời vào ngày 15 tháng 1 năm 2006. Ông là Quốc vương thứ ba của Kuwait kể từ khi độc lập từ Anh, Jaber trước đây từng giữ chức bộ trưởng tài chính và kinh tế từ năm 1962 đến năm 1965, khi ông được bổ nhiệm thủ tướng trước khi trở thành người cai trị Kuwait.

## Thân thế và sự nghiệp
Jaber sinh ngày 29 tháng 6 năm 1926 tại Thành phố Kuwait. Jaber là con trai thứ ba của Ahmad Al-Jaber Al-Sabah.
Jaber được học bổng sớm tại Trường Al-Mubarakiya, Trường Al-Ahmadiya và Trường Al-Sharqiya theo Tiếng Anh, Tiếng Ả Rập.
Anh trai của ông Fahad Al-Ahmed Al-Jaber Al-Sabah đã bị qua đời tại phía trước Cung điện Dasman.

## Trẻ em
Jaber có 15 đứa trẻ

## Danh hiệu, phong cách và danh dự
- 1926–1937: Sheikh Jaber Ahmad Al-Jaber Al-Sabah
- 1937–1962: Sự xuất sắc Sheikh Jaber Ahmad Al-Jaber Al-Sabah
- 1962-1963: Hoàng thượng Sheikh Jaber Ahmad Al-Jaber Al-Sabah, Thủ tướng bang nhà nước Kuwait
- 1966–1977: Hoàng thượng Sheikh Jaber Ahmad Al-Jaber Al-Sabah, Crown Prince of the State of Kuwait
- 1977–1979: Hoàng thượng Sheikh Jaber III Ahmad Al-Jaber Al-Sabah, Người thừa kế của Kuwait
- 1979–1995: Hoàng thượng Sheikh Jaber III Ahmad Al-Jaber Al-Sabah, Amir of Kuwait, GCMG
- 1995–2006: Hoàng thượng Sheikh Jaber III Ahmad Al-Jaber Al-Sabah, Người thừa kế của Kuwait, GCB, GCMG

Sheikh Jaber đã được trao các danh hiệu và giải thưởng.
- -  Sovereign Grand Master of the Order of Mubarak the Great.
  -  Sovereign Grand Master of the Order of Kuwait.
  -  Sovereign Grand Master of the Order of National Defense.
  -  Chủ quyền quân chủ.
  -  Đại sư chủ quyền của Order of the Liberation.